# Generic Framing Procedure
Il Generic Framing Procedure (procedura generica di trama, abbreviato nell'acronimo GFP) è un meccanismo generico che consente di adattare un traffico, tipicamente di tipo asincrono o a trasmissione non continua, all'interno di una struttura di trama trasmissiva predefinita, solitamente di tipo a trasmissione continua. Il meccanismo è descritto e standardizzato dall'ITU-T nella normativa G.7041.
Un esempio tipico di applicazione di questo meccanismo è l'adattamento di traffico a pacchetto (come per esempio trame di tipo Ethernet) all'interno di una struttura trasmissiva telefonica di tipo SDH o SONET  oppure di segnali di tipo Fibre Channel all'interno di trame OTH.
Il protocollo definisce:
- il formato delle trama per il segnale oggetto del trasferimento;
- le procedure per mappare il segnale in tale trama;
- le azioni conseguenti alla rilevazione di problemi o guasti.

Lo standard prevede due tipi di procedure fondamentali:
- GFP-F (frame-mapped) per segnali strutturati su trame (PDU)
- GPF-T (transparent) per segnali codificati a blocco di codice.

La procedura di tipo GFP-F richiede la conoscenza della struttura della trama originaria del segnale da adattare (per esempio, una trama di tipo Ethernet). 
La procedura di tipo GFP-T invece agisce direttamente sul flusso di bit già codificato, richiedendo solo la conoscenza della specifica codifica di linea utilizzata.
Il risultato finale di entrambe le procedure è un flusso di segnale incapsulato all'interno di una struttura di trama ben precisa che può essere a sua volta mappata (adattata) all'interno di una struttura di trama più complessa, come per esempio un virtual container SDH.
La trama risultante è composta da quattro byte di core header, che contengono l'informazione sulla lunghezza dei dati associati e gli opportuni codici di controllo di correttezza, e dall'area riservata alle informazioni di traffico utile (payload area). A sua volta, la payload area prevede alcune informazioni iniziali di header che specificano:
- il tipo di trama (trama di traffico vero e proprio, comprese le informazioni di gestione, oppure trama di controllo)

- il tipo di traffico (Ethernet tramata, Ethernet trasparente, ESCON eccetera)

- l'identificazione del canale di comunicazione (la procedura consente di trasportare fino a 256 canali di comunicazione indipendenti)

- informazioni per il controllo dell'integrità dei dati trasmessi/ricevuti.

Le informazioni di gestione associate al traffico consentono di trasferire tra gli estremi del canale trasmissivo informazioni relative a condizioni di malfunzionamenti oppure guasti.
Le trame di controllo vengono utilizzate esclusivamente come riempimento (idle) nel momento in cui non è presente alcun traffico utile da inserire nella trama. Va ricordato infatti che il GFP serve per adattare segnali generici, tipicamente di tipo asincrono o a trasmissione non continua, all'interno di sistemi a trasmissione continua che richiedono sia presente sempre un segnale, reale oppure fittizio. Le trame di controllo consentono di mantenere tale continuità della trasmissione inserendo segnale a contenuto informativo nullo in corrispondenza dei "buchi" di trasmissione del segnale cliente.